# Dům čp. 77 (Heřmanice)
Dům číslo popisné 77 v Heřmanicích, obci na česko-polské státní hranici na severu České republiky, ve Frýdlantském výběžku Libereckého kraje je památkově chráněný objekt.

## Poloha a historie
Stavba se nachází v severovýchodních partiích Heřmanic, na jihovýchodním úbočí prudkého svazu Kodešova vrchu (342 m n. m.). Jižním štítem je přivrácena k místní komunikaci, za níž se nachází koryto potoka Olešky. Budova byla postavena na přelomu 18. a 19. století. Od 6. dubna 1966 je zařazena mezi kulturní památky Československa, respektive České republiky. V roce 2018 prošel dům rekonstrukcí, při které byla přeložena střecha. Následně se objekt za tento rok ucházel o ocenění Památka roku Libereckého kraje.

## Popis
Patrový objekt má půdorys ve tvaru obdélníka. boční stěny jsou z hrázděného zdiva a svrchu je zakryt střechou s polovalbou. Za střešní krytinu jsou zvoleny tašky bobrovky. Jednolitost krytiny narušují dvě řady volských ok. V interiéru je dům rozdělen na tři základní části, a sice na roubenou světnici, dále na vyzděný chlév se zaklenutými stropy a na částečně vyzděnou stodolu. Hrázděné zdivo, jímž je vyzděno první patro, nesou v prostoru světnice podstávky, jejichž jednotlivé části jsou za využití probraných pásků tvarovány. Část budovy, konkrétně roubená světnice a oba štíty spolu s hrázděním na jižní i západní straně, je zakryta svislým bedněním. Na severní a částečně rovněž západní straně budovy jsou k objektu těsně přistaveny kůlny zakryté pultovými střechami.